# Javier Guzmán
Javier "Kalimán" Guzmán Colín (ur. 9 stycznia 1945 w El Higo, zm. 14 sierpnia 2014 w mieście Meksyk) – meksykański piłkarz występujący na pozycji środkowego obrońcy.

## Kariera klubowa
Guzmán pochodzi z miasta El Higo w stanie Veracruz i od dziecka wykazywał wielkie zamiłowanie do sportu, w szczególności do futbolu, koszykówki i siatkówki. Podczas występów w lokalnych rozgrywkach piłkarskich Liga Regional Veracruzana został zauważony przez Grimaldo Gonzáleza, szkoleniowca występującego w najwyższej klasie rozgrywkowej klubu Tampico Madero FC, który przekonał piłkarza i jego rodzinę do przenosin do prowadzonej przez niego ekipy. W meksykańskiej Primera División zadebiutował mając zaledwie szesnaście lat, w sezonie 1961/1962 w spotkaniu z Atlasem w Guadalajarze. Na koniec rozgrywek 1962/1963 spadł z Tampico do drugiej ligi meksykańskiej, gdzie dwukrotnie miał okazję wystąpić przeciwko drużynie Cruz Azul, zdobywając po golu w każdym z tych spotkań. Dzięki temu przyciągnął uwagę Guillermo Álvareza Macíasa, prezesa zespołu z miasta Jasso i w 1965 roku, już po awansie Cruz Azul do pierwszej ligi, przeszedł do tego klubu. Tam spędził bez poważniejszych osiągnięć kolejne dwa lata.
W 1968 roku Guzmán został zawodnikiem ówczesnego wicemistrza kraju, klubu Pumas UNAM z siedzibą w stołecznym mieście Meksyk, w którym występował przez rok, nie odnosząc większych sukcesów, lecz ugruntował swoją pozycję jednego z najlepszych środkowych obrońców w lidze meksykańskiej. Zaraz po tym powrócił do Cruz Azul, gdzie w 1969 roku triumfował w najbardziej prestiżowych rozgrywkach północnoamerykańskiego kontynentu – Pucharze Mistrzów CONCACAF, a w sezonie 1969/1970 wywalczył tytuł wicemistrza kraju. Podczas rozgrywek México '70 zdobył z kolei swoje pierwsze mistrzostwo Meksyku, lecz niepodważalne miejsce w wyjściowym składzie wywalczył sobie dopiero po tym sukcesie, kiedy to z klubu odszedł podstawowy środkowy obrońca Gustavo Peña. W ciągu kolejnych kilku lat był jednym z najważniejszych zawodników prowadzonej przez trenera Raúla Cárdenasa drużyny Cruz Azul, uznawanej za najlepszą w historii klubu, nazywanej "La Máquina" ("Maszyna") i odnoszącej wielkie sukcesy zarówno na arenie krajowej, jak i międzynarodowej. Stworzył wówczas legendarny duet stoperów z chilijskim obrońcą Alberto Quintano.
W 1970 roku Guzmán ponownie wygrał z Cruz Azul, który w międzyczasie przeniósł swoją siedzibę do stołecznego miasta Meksyk, północnoamerykański Puchar Mistrzów i sukces ten trzeci raz z rzędu osiągnął również dwanaście miesięcy później, w 1971 roku. W sezonie 1971/1972 wywalczył za to drugi w swojej karierze tytuł mistrza Meksyku i zajął drugie miejsce w krajowym superpucharze – Campeón de Campeones. Wówczas także osiągnął drugą lokatę w rozgrywkach Copa Interamericana. Podczas sezonu 1972/1973 zanotował ze swoją drużyną kolejne mistrzostwo kraju, natomiast swoje trzecie z rzędu, a ogółem czwarte mistrzostwo Meksyku zdobył w rozgrywkach 1973/1974. Wtedy również dotarł do finału krajowego pucharu – Copa México oraz triumfował w superpucharze Meksyku. Łącznie w barwach Cruz Azul występował przez jedenaście lat, rozgrywając 373 spotkania; jest uznawany za jedną z największych legend w dziejach klubu i wraz ze swoim kolegą ze środka obrony Alberto Quintano uważa się go za najlepszego stopera w historii zespołu.
W 1978 roku Guzmán powrócił w rodzinne strony, podpisując umowę ze znacznie niżej notowaną drużyną Tiburones Rojos de Veracruz. Tam występował przez kolejne kilka miesięcy w roli rezerwowego, nie potrafiąc nawiązać do osiągnięć odnoszonych z ekipą Cruz Azul. Na koniec sezonu 1978/1979 spadł z Veracruz do drugiej ligi meksykańskiej i bezpośrednio po tym, mając 34 lata, zdecydował się zakończyć piłkarską karierę. Jego grę charakteryzowały potężny strzał z dystansu i świetne krycie napastników zespołów przeciwnych. W późniejszym czasie pracował w akademii juniorskiej Cruz Azul, pracując w niej jako skaut, trenując młodzieżowe drużyny tego klubu i będąc szkoleniowcem zespołów filialnych występujących w niższych ligach, jak na przykład Cruz Azul Hidalgo. Na przestrzeni kolejnych lat zmagał się również ze schorzeniami; z powodu zaawansowanej cukrzycy musiano mu amputować prawą nogę, natomiast w 2009 roku doznał zawału serca. Zmarł w wieku 69 lat w wyniku powikłań cukrzycy.

## Kariera reprezentacyjna
W reprezentacji Meksyku Guzmán zadebiutował za kadencji selekcjonera Raúla Cárdenasa, 15 lutego 1970 w zremisowanym 1:1 meczu towarzyskim z Bułgarią. W tym samym roku, po kilku występach w sparingach, znalazł się w ogłoszonym przez Cárdenasa składzie na Mistrzostwa Świata w Meksyku. Tam miał pewne miejsce w wyjściowej jedenastce i rozegrał wszystkie cztery spotkania od pierwszej do ostatniej minuty; w fazie grupowej z ZSRR (0:0), Salwadorem (4:0) i Belgią (1:0), a także w ćwierćfinale z Włochami (1:4), tworząc podstawowy duet stoperów ze swoim kolegą klubowym Gustavo Peñą. W trzecim z wymienionych spotkań zanotował ponadto spektakularną interwencję, kiedy to po strzale jednego z belgijskich graczy wybił zmierzającą do bramki piłkę ekwilibrystycznym wykopem z linii bramkowej. Znany komentator piłkarski Ángel Fernández Rugama ochrzcił go wówczas towarzyszącym mu później do końca życia przydomkiem "Kalimán", na cześć występującego w meksykańskich komiksach superbohatera. W konfrontacji z Włochami strzelił natomiast gola samobójczego, a Meksykanie, pełniący wówczas rolę gospodarzy, po raz pierwszy w historii na mistrzostwach świata zdołali wyjść z grupy, w której zajęli drugie miejsce, lecz odpadli z mundialu zaraz potem, w ćwierćfinale.
Premierowego gola w kadrze narodowej Guzmán strzelił 8 sierpnia 1973 z rzutu karnego w przegranym 1:2 sparingu z Polską, będąc pierwszym zdobywcą bramki dla swojego kraju w historii międzypaństwowych meczów między tymi zespołami. W późniejszym czasie występował również w eliminacjach do Mistrzostw Świata 1974, jednak meksykańska reprezentacja kosztem Haiti nie zakwalifikowała się ostatecznie na tamten mundial. W ciągu kolejnych kilku lat występował też w eliminacjach do Mistrzostw Świata 1978, podczas których tylko raz pojawił się na boisku; w spotkaniu z Kanadą (3:1), kiedy to dwukrotnie wpisał się na listę strzelców. Mimo zakończonych powodzeniem kwalifikacji nie znalazł się w składzie na tamten światowy czempionat, a wspomniany pojedynek z Kanadą był zarazem jego ostatnim występem w kadrze narodowej. Ogółem swój bilans reprezentacyjny zamknął na 38 spotkaniach, w których strzelił trzy gole.